# Vienna Symphonic Library
Vienna Symphonic Library — ou VSL — é um produtor de samples de orquestra reconhecido por sua vivacidade, performance e alta qualidade, gravado por membros da Orquestra Filarmônica de Viena. Para a gravação dos samples foi utilizado um estúdio de gravação especialmente construído para este propósito, o Silent Stage. O número de samples gravados é atualmente de cerca de 1,75 milhões. Uma das características da VSL são as articulações de legato e repetição, que são reais, até então impossíveis de serem realizadas em composições produzidas em computador.
O Vienna Instruments Symphonic Cube é uma biblioteca que contém uma orquestra completa, composta de dez coleções que também podem ser adquiridas separadamente:
- solo strings (cordas);
- chamber strings (cordas para música de câmara);
- orchestral strings (cordas de orquestra), 2 coleções;
- harps (harpas);
- woodwinds (madeiras), 2 coleções;
- brass (metais), 2 coleções (uma delas inclui uma trompa wagneriana);
- percussion (percussão).

Cada coleção tem versões Standard e Extended, esta última contendo mais articulações para cada um dos instrumentos. O Symphonic Cube (e suas coleções em separado) são acompanhadas de um software próprio, o Vienna Instrument, usado para tocar o samples. Este software utiliza proteção de dongle da Syncrosoft contra pirataria.